# Tipula gebze
Tipula gebze är en tvåvingeart som beskrevs av Koc, Hasbenli och Vogtenhuber 2007. Tipula gebze ingår i släktet Tipula och familjen storharkrankar. Inga underarter finns listade i Catalogue of Life.